# ベティ・イン・ニューヨーク
『ベティ・イン・ニューヨーク』（スペイン語: Betty en NY / 英語: Betty in New York）は、アメリカ合衆国のテレビドラマ。テレムンドで2019年2月6日から8月12日まで放送された。

## 登場人物
ビアトリス「ベティ」アウロラ・リンコン
演：エリフェル・トレス
アルマンド・メンドーサ
演：エリック・エリアス
マルセラ・バレンシア
演：サブリナ・セアラ
リカルド・カルデロン
演：アーロン・ディアス
ウゴ・ロンバルディ
演：エクトル・スアレス・ゴミス
デメトリオ・リンコン
演：セザール・ボノ
フリア・ロサノ・デ・リンコン
演：アルマ・デルフィナ
マリアナ・ゴンザレス
演：ヘイミー・オソリオ
パトリシア・フェルナンデス
演：シルビア・サンツ
ロベルト・メンドーサ
演：サウル・リサソ